# Uwe Eichelberg
Uwe Eichelberg (* 22. November 1940 in Berlin) ist ein deutscher Politiker (CDU).

## Leben
Nach dem Abitur an der Herderschule in Rendsburg absolvierte Eichelberg ein wirtschaftswissenschaftliches Studium an der Universität Hamburg. 1970 trat er in die CDU ein und war von 1980 bis 1997 Vorsitzender des Ortsvereins Großhansdorf. Außerdem war er von 1970 bis 1997 in verschiedenen Funktionen bei der Firma Mobil Oil tätig. 1996 ist Eichelberg als direkt gewählter Abgeordneter des Wahlkreises Ahrensburg und 2000 über die Landesliste in den Landtag von Schleswig-Holstein eingezogen. Von 1997 bis 2000 war er Vorsitzender des Wirtschaftsausschusses des Landtags. Von 2000 bis 2005 war er wirtschaftspolitischer Sprecher und Mitglied im Vorstand der CDU-Landtagsfraktion. Zur Landtagswahl 2005 kandidierte er nicht erneut.
Am 13. August 2007 wurde ihm das Bundesverdienstkreuz am Bande verliehen.
Uwe Eichelberg ist verheiratet und hat vier Kinder. Er ist Mitglied des Corps Thuringia Jena.